# Hoosier State
A Hoosier State egy személyszállító vasúti járat volt az Amerikai Egyesült Államokban. Az Amtrak üzemeltette, az első járat 1980. október 1-én indult. Indianapolis, (Indiana állam) és Chicago (Illinois állam) között közlekedett, a 315 kilométert 6 megállással alatt tette meg. A két város között heti négy pár járat közlekedett.
Minden héten azon a négy napon közlekedett, amikor a Cardinal nem közlekedett, így napi vasúti szolgáltatást biztosított a Chicago-Indianapolis folyosón.
A Hoosier State járatot 2019. június 30-án határozatlan időre felfüggesztették, miután a vonat finanszírozását nem írták be Indiana állam 2019-es költségvetésébe. A Cardinal továbbra is heti három oda-vissza járatot biztosít Chicagó és Indianapolis között.